# La Salle-de-Vihiers
La Salle-de-Vihiers korábbi község Franciaország Loire mente régiójában, Maine-et-Loire megyében. 2015. december 15-én tizenegy másik korábbi községgel egyesült és Chemillé-en-Anjou új község része lett.
Lakosainak száma 1021 fő (2018. január 1.). La Salle-de-Vihiers Coron, Cossé-d’Anjou, Valanjou, La Tourlandry, Lys-Haut-Layon és Vihiers községekkel határos.

## Népesség
A település népességének változása:
| Lakosok száma | 922  | 903  | 902  | 922  | 900  | 1067 | 1051 | 1036 | 1017 | 1021 |
|               | 1962 | 1968 | 1982 | 1990 | 1999 | 2008 | 2011 | 2013 | 2017 | 2018 |